# Breuil-sur-Vesle
 Breuil-sur-Vesle  es una población y comuna francesa, en la región de Champaña-Ardenas, departamento de Marne, en el distrito de Reims y cantón de Fismes.

## Historia
La comuna se denominó Breuil hasta el 4 de noviembre de 2018.

## Demografía
| 220 | 245 | 164 | 152 | 182 | 230 |
| Para los censos de 1962 a 1999 la población legal corresponde a la población sin duplicidades (Fuente: INSEE [Consultar]) |     |     |     |     |     |